# La Terre (journal)
Pour les articles homonymes, voir Terre (homonymie).
La Terre est un hebdomadaire français de sensibilité communiste qui s'intéresse au monde paysan. Fondé par Waldeck Rochet en 1937 en tirage hebdomadaire, La Terre est devenu un magazine trimestriel depuis 2020.

## Histoire
« Paysan, voici ton journal ! » titrait le premier numéro de La Terre en janvier 1937. Fondée le 30 janvier 1937 par Waldeck Rochet, La Terre avait été créée dans la dynamique du Front populaire par le Parti communiste français pour augmenter leur influence dans le monde rural, ce que n'arrivait pas à faire La Voix paysanne dirigée par Renaud Jean, alors sous le giron du parti. Le changement de titre correspond également à une approche différente du monde rural par le PCF : l'objectif n'est plus de diffuser un journal syndical, ce qu'était La Voix paysanne, journal de la Confédération Générale des Paysans Travailleurs (CGPT), mais un journal politique, ce que sera La Terre.
Sous le régime de Vichy, La Terre paraît clandestinement et relaie les mots d'ordres du PCF en appelant le monde rural à résister contre l'occupant nazi.
Mais parce que le monde rural a changé, La Terre a évolué. Aujourd’hui, le journal se veut l’hebdomadaire « des issues progressistes pour les campagnes en mouvement ».
Fin février 2015, La Terre cesse de paraître comme hebdomadaire.
En novembre 2020, Patrick Le Hyaric annonce la sortie le jeudi 3 décembre d'un nouveau magazine trimestriel.

## Principes et ligne éditoriale
Journal d’information et de services, La Terre aborde l’essentiel de l’actualité du point de vue de la vie dans les campagnes : entreprises et emploi, agriculture, services publics, santé, retraite, économie, aménagement du territoire et environnement, sécurité alimentaire, commerce mondial… La rubrique « Vos droits » décortique les lois, décrets, arrêtés, règlements qui intéressent la famille, les élus ruraux, les associations. Chaque semaine, des articles proposent des conseils de bricolage, de jardinage, des idées pour la vie quotidienne, la maison, la chasse, la pêche, la cuisine et la gastronomie.
Pluraliste, le journal ouvre ses colonnes à des avis divers. Le « Forum » donne la parole aux lecteurs. La Terre organise des débats ou des tables rondes auxquels participent de nombreuses personnalités (OGM, sécurité alimentaire, réchauffement climatique, etc.).
L'hebdomadaire prend le parti des populations rurales, défend leurs intérêts pour des choix de progrès. Solidaire des luttes pour une agriculture à taille humaine, paysanne et familiale, respectueuse de l’environnement, La Terre s’engage contre les ravages du libéralisme pour une autre mondialisation.

## Diffusion
Alors que la diffusion de La Voix Paysanne était inférieure à 10 000 exemplaires, les ventes de La Terre se stabilisent au-dessus de 30 000 exemplaires lors de ses premières années de parution (1937-1939).
Après la Seconde Guerre mondiale, La Terre voit ses ventes augmenter et atteindre 293 000 exemplaires en 1946. La diffusion de l'hebdomadaire diminue à partir des années 1960, avec un regain lors des élections présidentielles de 1981 (200 000 exemplaires vendus en 1982).

## Responsables

### Administrateur
- Marcel Roucaute
- Jacky Lelarge
- Franck Jakubek

### Directeurs
- Waldeck Rochet
- Georges Guezennec
- André Lajoinie
- Patrick Le Hyaric (directeur général)

### Journalistes
- François Mioch (premier rédacteur en chef mort en déportation)
- Joseph Luslac (rédacteur en chef)
- Louis Fraysse (rédacteur en chef)
- Maurice Duplessis (rédacteur en chef)
- Fabrice Savel (rédacteur en chef)
- Denis Recoquillon (rédacteur en chef)
- Franck Jakubek (rédacteur en chef)
- Olivier Chartrain (rédacteur en chef)
- Renaud Jean
- Bernard Paumier
- Lucien Camus
- Renée Mirande
- Marc Philippon
- Louis Geay
- Roger Vergneau
- Claude Le Tanter
- Yves Lenoir
- André Rebattet
- Claudine Rey
- Michel Caron
- Daniel Roucous
- Jean-Jacques Renoult
- Gérard Le Puill
- Zelda Meyer
- Nadège Dubessay
- Yannick Groult
- Julien Gourcerol
- Yannick Curt
- Olivier Morin

## Sources
- Bertrand Labrusse, « La presse agricole », pp. 303-317, dans Jacques Fauvet - Henri Mendras [dir.], Les Paysans et la politique
- Françoise Delaspre, « La Terre hebdomadaire paysan du Parti communiste français de 1937 à la fin des années soixante-dix », projet de thèse d'histoire sous la direction de Jean Vigreux et de Serge Wolikow, en préparation depuis 2004
- René Poupry, « L'information des agriculteurs », pp. 335-364 dans Yves Tavernier [dir.], L'Univers politique des paysans